# Лютиня (Плешевський повіт)
Лютиня (пол. Lutynia) — село в Польщі, у гміні Добжиця Плешевського повіту Великопольського воєводства.
Населення — 402 особи (2011).
У 1975-1998 роках село належало до Каліського воєводства.

## Демографія
Демографічна структура станом на 31 березня 2011 року:
|          | Загалом | Допрацездатний вік | Працездатний вік | Постпрацездатний вік |
| -------- | ------- | ------------------ | ---------------- | -------------------- |
| Чоловіки | 204     | 54                 | 134              | 16                   |
| Жінки    | 198     | 40                 | 122              | 36                   |
| Разом    | 402     | 94                 | 256              | 52                   |